# Glavati cipelj
Glavati cipelj (znanstveno ime Mugil cephalus) je gospodarsko pomembna riba iz družine cipljev, ki je razširjena po obalnih tropskih in subtropskih vodah po celem svetu.

## Opis
Odrasli glavati ciplji dosežejo telesno dolžino med 30 in 75, izjemoma celo do 100 cm ter lahko tehtajo do 8 kg. Poseljuje tako morja, kot tudi brakične in sladke vode. Običajno se zadržuje od vodne površine do 120 metrov globine. Najbolj mu ustrezajo temperature vode med 8 in 24 ºC.